# رشيد بابا أحمد
رشيد بابا أحمد المشهور ب رشيد بابا مواليد 20 أوت 1946 في تلمسان وأغتيل 15 فبراير 1995 في وهران (الجزائر). كان مغني وموسيقي وملحن وناشر جزائري. كان أيضا منتج للفيديو-كليب والحصص التلفزيونية كما عرف بأنه هو من أعطى الانطلاقة للشاب خالد، الشاب أنور، الشابة فضيلة والشاب صحراوي.
كثيرا ما ارتبط اسمه باسم شقيقه الذي شكل معه الثنائي الشهير «رشيد وفتحي».

## وصلات خارجية
- رشيد بابا أحمد على موقع ميوزك برينز (الإنجليزية)
- رشيد بابا أحمد على موقع ديسكوغز (الإنجليزية)

- (ب[undefined] خطأ: {{اللغة-؟؟}}: لا نص (مساعدة)) رشيد بابا أحمد نسخة محفوظة 3 مارس 2016 على موقع واي باك مشين.
- (ب[undefined] خطأ: {{اللغة-؟؟}}: لا نص (مساعدة)) رشيد، مغن الراي نسخة محفوظة 3 مارس 2016 على موقع واي باك مشين.